# École médicale d'Alexandrie

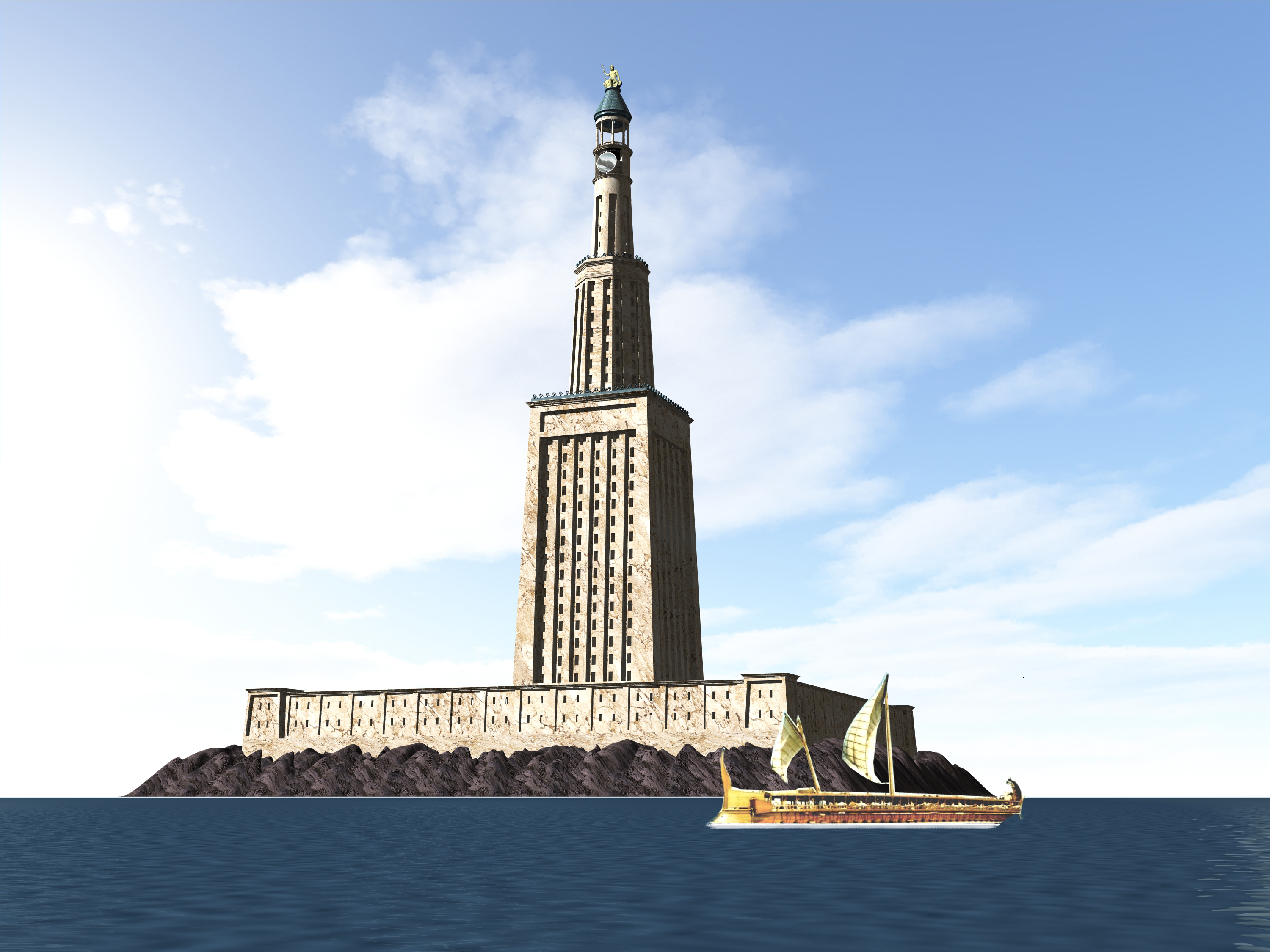
Reconstruction 3D du Phare d'Alexandrie, d'après une étude réalisée en 2009.

Dans un sens classique et restreint, l'école médicale d'Alexandrie regroupe les médecins alexandrins de la période hellénistique. Elle est très renommée pour ses découvertes anatomiques, dont les plus importantes sont celles d'Hérophile et de son contemporain et rival Érasistrate, au IIIe siècle av. J.-C.
Ces travaux ne progressent plus guère après l'abandon de la dissection humaine, remplacée par des discussions doctrinales. Après la conquête romaine, les Érasistratéens, disciples d'Érasistrate, poursuivent son œuvre jusqu'à la synthèse de Galien au IIe siècle ap. J.C.
Dans un sens plus large, l'école d'Alexandrie garde son prestige en tant que centre d'enseignement médical et comme haut-lieu du galénisme. Jusqu'au IXe siècle, elle exerce une influence décisive sur la pensée médicale des régions de la méditerranée orientale, celle de la médecine byzantine et de l'Islam médiéval.

## Contexte
Alexandre le Grand conquiert l'Égypte en 332 av. J.C et fonde la ville d'Alexandrie, établissant un pôle politique et militaire mais aussi culturel et scientifique de l'influence grecque. Vers 300 av. J.C. Ptolémée Ier fonde deux institutions intellectuelles : le Musée ou Mouseîon d'Alexandrie et la Bibliothèque d'Alexandrie.

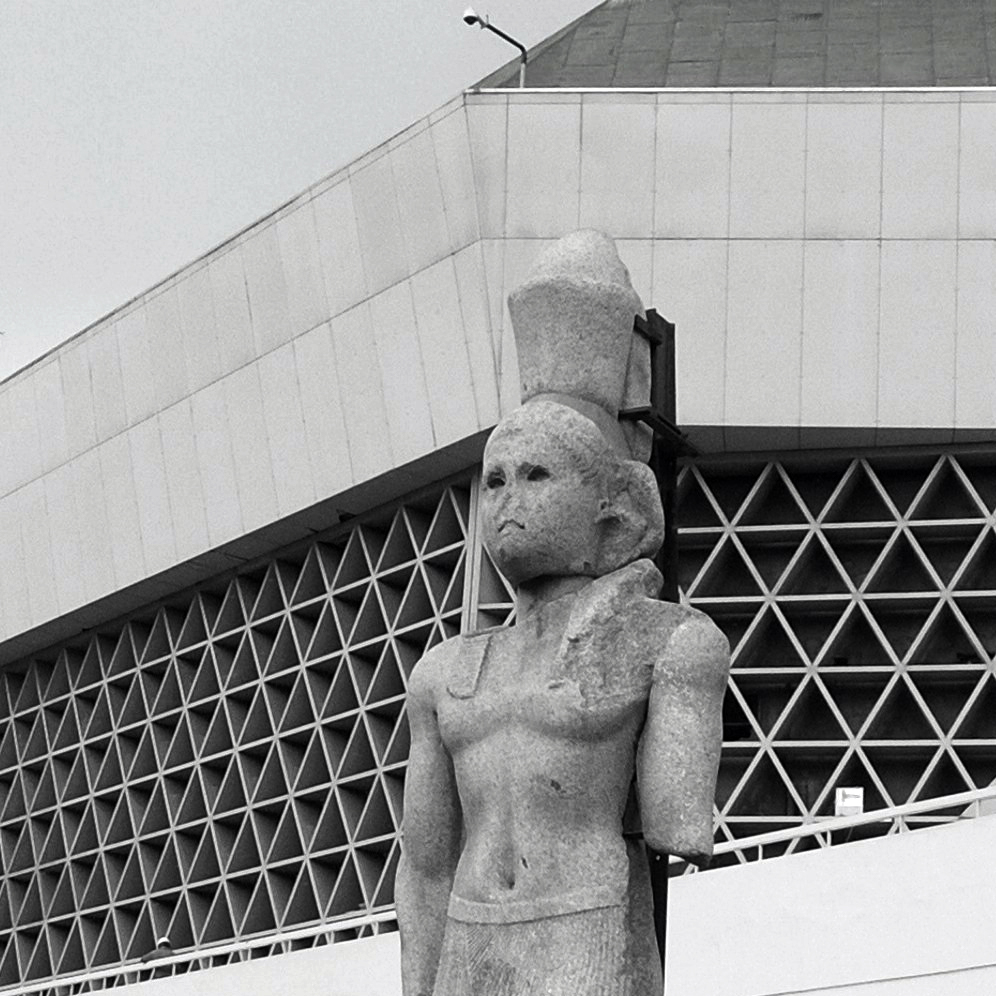
La statue de Ptolémée II devant la nouvelle Bibliotheca Alexandrina inaugurée en 2002 sur l'emplacement de l'antique Bibliothèque d'Alexandrie.

Les Ptolémées ont besoin de prestige et de légitimité intellectuelle. Dans le cadre d'une « Grèce nouvelle » installée en Égypte, plus riche et plus cosmopolite, ils créent un nouveau climat de recherches et d'innovations en accordant protection et facilités aux communautés savantes.
La réputation d'Alexandrie grandit en accueillant des poètes, mathématiciens, astronomes, naturalistes ou géographes... Du point de vue médical, Alexandrie devient le haut-lieu de la médecine hellénistique aux dépens des centres médicaux de Kos et de Cnide. Dans le cadre de ce processus, c'est probablement à Alexandrie qu'ont été rassemblés les écrits du Corpus Hippocratique pour la première fois.
Le savoir transmis aux médecins d'Alexandrie est constitué de la tradition hippocratique axée sur la pratique clinique et thérapeutique, et une « science de la vie » fondée par Aristote.
Chez Hippocrate, l'intérieur du corps humain reste une « boîte noire », alors qu'Aristote entame un processus « d'ouverture » des corps par l'observation et la dissection animale. Ces connaissances concrètes sont liées à des présupposés théoriques telles que l'existence d'un rapport entre la structure et la fonction : il n'existe pas d'organe inutile et un organe n'exerce qu'une seule fonction, celle à laquelle il est destiné (approche téléologique).
Pour Aristote, le fonctionnement vital repose sur un « paradigme thermo-cardiocentrique ». Il suppose l'existence d'une chaleur innée située dans le cœur, et qui est à l'origine des grands processus physiologiques. Dans le corps circule un pneuma ou « vapeur cardiaque », un air inné différent de l'air respiré, et qui permet d'animer tous les organes (théorie des âmes).

## Caractéristiques de l'école médicale
Il ne s'agit pas d'une école au sens moderne (institution formelle règlementée), mais de la présence de maîtres, chacun vivant en communauté informelle (maisonnée) avec ses élèves. De la même façon la Bibliothèque d'Alexandrie représentait l'ensemble des bibliothèques ouvertes dans la ville et pas seulement la plus grande.
Selon Charles Lichtenthaeler (de) (1915-1993) les travaux des médecins hellénistiques d'Alexandrie prennent trois directions :
1. L'exploration des anciens textes médicaux grecs : recueil et copies des manuscrits, éditions critiques avec gloses et commentaires.
2. Recherches personnelles innovantes dans des domaines particuliers : anatomie et dissection humaines, nouvelles notions de physiologie (comme la distinction veine/artère, la notion de nerf...), examen clinique comme l'étude des pouls, isolement de nouvelles pathologies comme le diabète maigre, en thérapeutique développement d'une pharmacopée (plantes médicinales exotiques d'Afrique et d'Asie).
3. Dans un second temps, la médecine hellénistique se divise en sectes médicales organisées autour d'une doctrine spéculative ou système médical, à l'instar des écoles philosophiques.

La phase 2 est considérée comme « l'âge d'or » de l'École d'Alexandrie, celui des innovations et de l'expérimentation, mais qui dure moins d'un siècle. Les grands maîtres de cette période sont Hérophile, Érasistrate et Eudème : « (Leur œuvre) marque ainsi non seulement le début de l'anatomie humaine grecque, mais aussi, et paradoxalement sa fin, laissant aux historiens la tâche d'expliquer les raisons des limites temporelles et géographiques de son développement ».

## Âge d'or anatomique et expérimental

### Précurseurs
Des membres influents du Lycée d'Aristote exportent leurs idées en milieu alexandrin. Les médecins les plus notables (deuxième moitié du IVe siècle av. J.-C.) sont :
- Dioclès de Caryste, auteur d'un traité d'anatomie, première tentative de transposer le savoir zoologique d'Aristote dans un savoir médical[5] ;
- Praxagoras de Cos, le premier à distinguer l'existence des pouls et qui fut le maître d'Hérophile[6] ;
- Chrysippe de Cnide qui fut le maître d'Érasistrate ;

En philosophie naturelle, les plus influents sont Théophraste d'Érèse pour ses recherches sur les plantes médicinales et Straton de Lampsaque qui introduit la notion de horror vacui (« la nature a horreur du vide ») comme force motrice à l'intérieur du vivant.

### Anatomie et expérimentation
Le milieu intellectuel alexandrin du IIIe siècle av. J.-C. était favorable à la mathématisation et aux explications mécanistes, avec des savants tels que le mathématicien Euclide et l'ingénieur mécanicien Ctésibios.

#### Rupture de tabous
L'École d'Alexandrie est réputée pour représenter le passage de la dissection animale à la dissection du corps humain. Chez les Grecs, il existait un tabou très ancien selon lequel on ne pouvait toucher ou mutiler un cadavre humain, même si Aristote avait averti que « le cadavre a le même aspect extérieur, et malgré tout n'est pas un homme ».

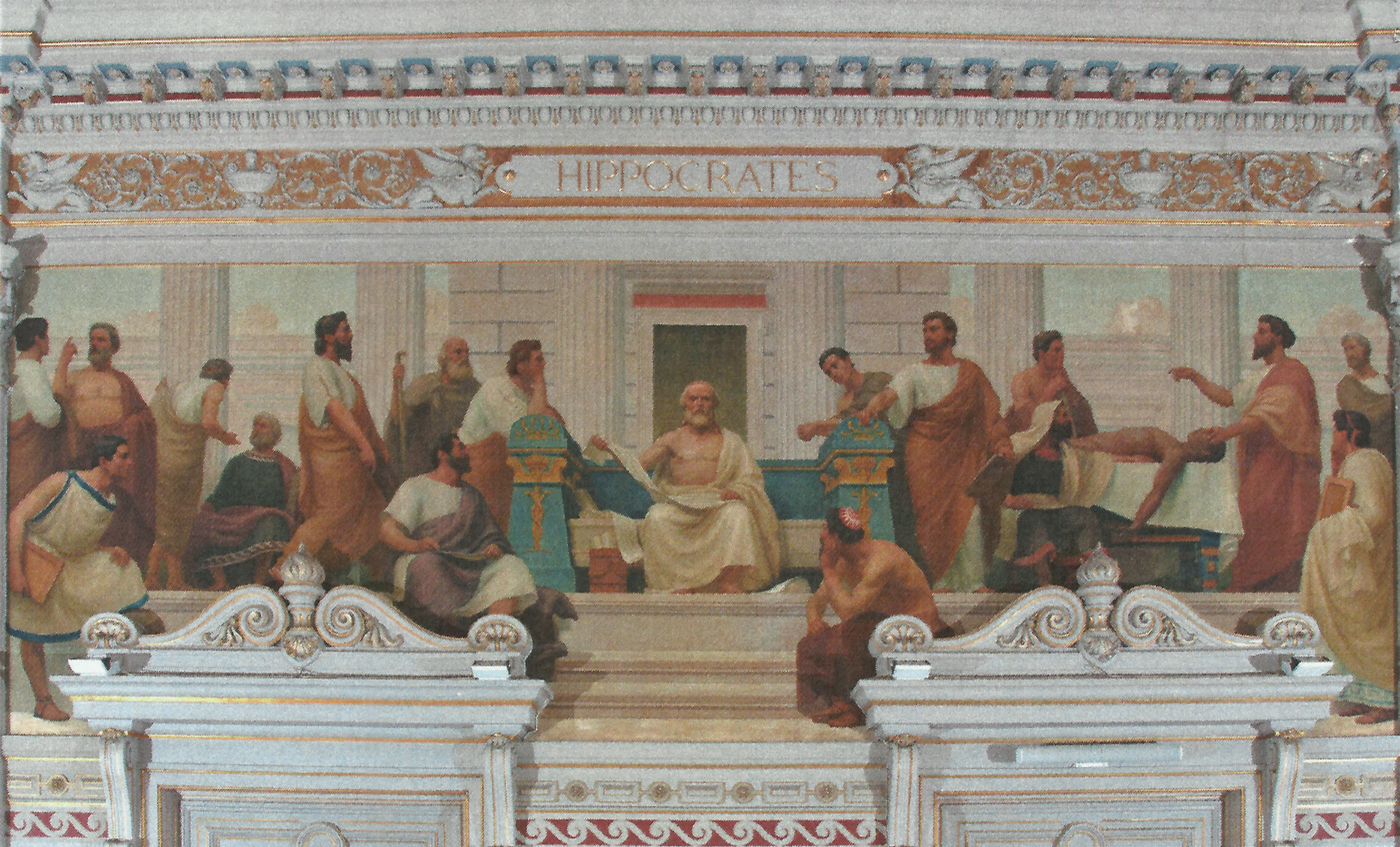
Médecine scientifique (1906) par Veloso Salgado (1864-1945). Au centre Hippocrate, à gauche des philosophes de la nature comme Aristote, Platon, Démocrite, Empédocle... À droite des médecins dont Érasistrate et Hérophile de part et d'autre d'un cadavre.

Les Grecs connaissaient depuis longtemps la pratique égyptienne de momification, dont celle de retirer des organes pour les placer dans des jarres. Hérodote relate cette procédure en exprimant son dégoût. En Égypte hellénistique, du moins à son début, les Grecs exercent leur domination en interdisant aux Égyptiens indigènes d'être citoyens d'Alexandrie. Selon Nutton, « Les grecs considéraient les paysans égyptiens quasiment comme des sous-hommes ». Puisque les égyptiens eux-mêmes ouvraient et mutilaient leurs propres morts, le tabou grec pouvait être brisé dans le cas des cadavres égyptiens.
Les historiens restent divisés sur la question de savoir si les anatomistes grecs d'Alexandrie se sont inspirés du savoir des embaumeurs égyptiens. C'est très improbable selon des historiens modernes, car les Grecs étaient réticents à l'idée d'apprendre la langue des autres, ou d'être en contact intellectuel ou social avec une tradition différente. Chez les égyptiens eux-mêmes, les embaumeurs étaient mis à l'écart de la société, la médecine égyptienne n'étant guère influencée par la momification,.
Outre la dissection de cadavres, Hérophile et Érasistrate ont aussi pratiqué la vivisection de condamnés à mort mis à leur disposition par Ptolémée Ier et Ptolémée II qui régnèrent de 282 à 246 av. J.C. Cela repose principalement sur le témoignage de Celse deux siècles plus tard et qui la justifie moralement : « Contrairement à ce qu'affirment beaucoup de gens, ce n'est point faire de preuve de cruauté que de chercher les moyens de secourir d'innombrables honnêtes gens dans toutes les générations à venir en suppliciant des criminels, et encore en petit nombre. »  Les historiens émettent des avis nuancés : pour Nutton, il n'est pas facile de prouver cette vivisection humaine, car Galien qui cite et critique les médecins alexandrins n'en parle pas, pas plus que les galénistes ultérieurs de Byzance ou en terre d'Islam, mais il n'y a pas de raison non plus pour rejeter cette possibilité. Pour d'autres, certaines observations de l'École d'Alexandrie n'ont pu être obtenues qu'à partir de vivisection animale ou humaine, ou bien « la question de la vivisection est de peu d'importance pour l'histoire des idées et a été exagérérement montée en épingle ».

#### Avancées de la connaissance
Elles sont surtout représentées par les travaux d'Hérophile et d'Érasistrate. Malheureusement leurs écrits ont été perdus : ils ne sont connus que par fragments et citations, et par des témoignages de deuxième main, principalement par Galien (129-201 ap. J.-C.) qui les cite pour les critiquer. Ce qui a été conservé porte plus sur leurs découvertes ou leurs opinions, que sur les procédés de démonstration utilisés. Pour la première fois, des structures internes du corps humain sont révélées, et Hérophile les nomme par analogie avec des objets du quotidien.

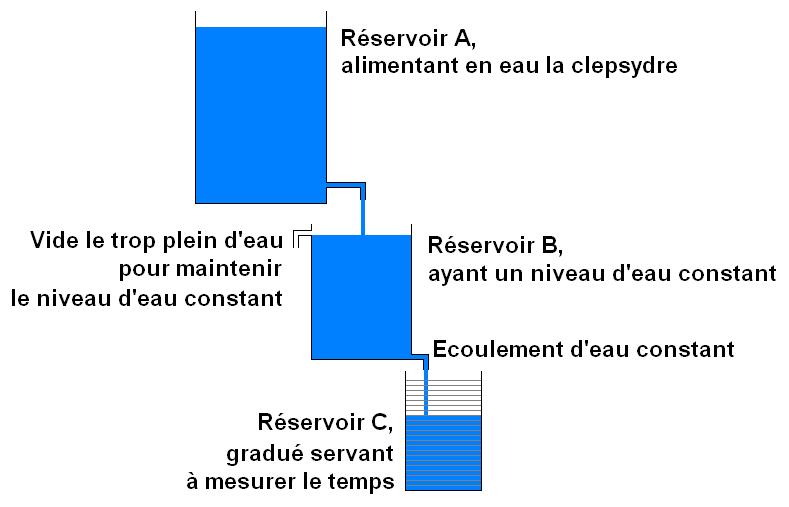
Le principe d'une clepsydre de Ctesibios.

Par exemple, dans le crâne, Hérophile décrit un pressoir à vin ou confluent des sinus veineux cérébraux, appelé aussi torcular Herophili. Ses contributions principales portent sur le cerveau où il distingue les différents ventricules, et les systèmes vasculaires où il poursuit les recherches de son maître Praxagoras en distinguant les conduits du corps en nerfs, veines et artères.
Hérophile décrit aussi les différentes tuniques de l'œil, le foie, reconnait les ovaires et les différentes parties du canal spermatique. Son expérimentation la plus remarquable est d'avoir voulu mesurer la fréquence du pouls par une horloge à eau ou clepsydre. Il aurait utilisé un appareil portatif gradué pour étudier les variations du pouls avec la fièvre,. Hérophile se détache d'Aristote en faisant provenir le pneuma cardiaque directement de l'air extérieur via la respiration.
Érasistrate découvre toutes les valves cardiaques en concluant qu'elles étaient là pour empêcher tout reflux lors des battements cardiaques. Il expérimente aussi en ligaturant une artère pour y introduire une canule et mettre en évidence les pulsations sanguines. Mais il maintient que les artères ne contiennent que de l'air, et que le sang est attiré par le vide créé à l'ouverture de l'artère.
Il démontre aussi une perspiration invisible chez les animaux, comme l'oiseau en cage qu'il pèse régulièrement avec ses excréta. Cette expérience est restée ignorée jusqu'à la découverte d'un papyrus grec d'Égypte du IIe siècle en 1892, acquis par le British Museum en 1889. Ce type d'expérience a été repris sans le savoir par Santorio sur lui-même au XVIIe siècle,.
Érasistrate propose un modèle mécanique du corps humain qui s'éloigne de la théorie des humeurs d'Hippocrate et de la téléologie d'Aristote. La croissance et la nutrition sont des processus techniques, à la manière du tressage de corde ou de la vannerie. Pour Érasistrate, la nature agit comme un « artisan providentiel », des organes pouvant avoir un caractère non finalisé. Il se montre ici plus stoïcien qu'aristotélicien.
Eudème ou Eudemos est un anatomiste moins connu, contemporain des précédents. Galien loue ses qualités dans la pratique de la dissection, mais il estime ses conclusions peu fiables. Dans son traité d'anatomie, Eudème décrit les os, le pancréas et les nerfs, ainsi que le transit des vaisseaux dans le cordon ombilical du fœtus.

### Fin inachevée
Cette période d'innovations se termine avant la fin du IIIe siècle av. J.-C., marquant un net hiatus jusqu'à la synthèse médicale effectuée par Galien au IIe siècle après J.C. Les historiens proposent plusieurs raisons pouvant expliquer cette évolution ou « involution » de l'école médicale d'Alexandrie.
Des raisons socio-politiques sont mises en avant : comme le retour de l'influence socio-politique des égyptiens autochtones et la crise de la monarchie ptolémaïque avec un moindre soutien aux intellectuels, voire leur expulsion d'Alexandrie au IIe siècle av. J.-C. par Ptolémée VIII. La distinction sociale des médecins se marque plus par la philologie et l'exégèse des textes anciens que par la recherche anatomique. Celle-ci est jugée moins valorisante que la pratique du commentaire des grands auteurs.
Un autre facteur est l'absence d'institution formelle de type université ou collège médical dans l'Antiquité. De ce fait, les médecins Alexandrins n'ont pu bénéficier d'une stabilité garantissant la continuité des idées et des pratiques d'une génération de chercheurs à l'autre. Dans l'Antiquité, il est rare qu'un intérêt dans un domaine particulier, scientifique ou technique, se poursuive pendant plus d'une génération ou deux.
Des arguments intellectuels, éthiques et religieux sont avancés contre la pratique de la dissection jugée cruelle et inutile. Une fois quelques données pertinentes établies, il n'est plus besoin de confirmer ce qu'on sait déjà. Des auteurs soutiennent que le savoir anatomique s'obtient aussi facilement par la lecture d'un traité d'anatomie ou par l'expérience médicale quotidienne sur le vivant que par une recherche systématisée sur le cadavre.
Il existait un problème épistémologique interne propre à la médecine, celui du lien entre le savoir objectif « certain » (epistèmonikon selon Érasistrate) sur le corps et son fonctionnement et le savoir approximatif ou probabiliste (stochastikon) de la pratique médicale basée sur une clinique et une thérapeutique. La « révolution » alexandrine se serait heurtée à une impasse : le nouveau savoir obtenu ne trouve guère d'applications concrètes et utiles en pratique réelle,, sinon à quelques avancées en chirurgie (nouvelles techniques et instruments), les chirurgiens alexandrins étant très réputés dans le traitement des fractures et luxations.

## Phase ultérieure: la médecine des «sectes»
Pour résoudre cette contradiction, et arriver à articuler le savoir anatomique et physiologique avec les dimensions cliniques et thérapeutiques, Érasistrate tente d'aller plus loin qu'Hérophile. Il postule qu'il existe bel et bien des entités et structures « invisibles », impossibles à observer par principe, mais déductibles par raison logique. Il élabore donc un système théorique, basé non pas sur les humeurs d'Hippocrate ou les finalités d'Aristote, mais sur des notions telles que le pneuma (souffle ou esprit vital), la triplokia (les parois de vaisseaux sont elles-mêmes composées de nerf, artères et veines), les synastomoses (à défaut de les découvrir, il invente la notion de capillaires).
La doctrine d'Érasistrate ne serait pas une théorie scientifique (hypothèse à confirmer expérimentalement) mais plutôt un système médical basé sur une logique abstraite qui peut être aussi bien vraie que fausse. Les systèmes médico-philosophiques de l'Antiquité sont « un mélange d'intuitions géniales et de dogmes creux ». Aux yeux de ses contemporains, le système d'Érasistrate peut apparaitre comme dogmatique par rapport à la réalité quotidienne des cas cliniques individuels.

### Notion de «secte»
À l'origine, le terme secte n'a pas de sens péjoratif, le grec hairesis ou le latin secta désignent un groupe qui suit l'enseignement d'un maître (père fondateur du groupe, ou maitre à penser). Ce groupe garde sa cohérence par des débats oraux ou des écrits polémiques contre les autres sectes. Chaque groupe peut connaitre des dissidences, chaque médecin-écrivain pouvant disputer contre un autre membre, voire contre son propre maitre.
Le problème clef qui distingue ces différents groupes n'est pas médical-technique (par exemple, l'examen du patient ou le choix thérapeutique) mais plutôt médical-philosophique (l'obtention d'un savoir médical, la nature de ce savoir et son but). Une « secte médicale » indique une idéologie partagée plutôt qu'un groupe formel hiérarchisé. À l'instar des courants philosophiques, il n'y a pas de garantie d'adhésion et de respect de chaque philosophe de la doctrine à laquelle il se réfère, qu'il peut tout aussi bien interpréter à sa manière.
Dans le contexte social alexandrin, le développement urbain s'effectue en présence d'une médecine traditionnelle égyptienne caractérisée par des « spécialités » (praticiens cantonnés à certaines maladies ou parties du corps) et de traditions médicales juives et babyloniennes. Les médecins grecs d'Alexandrie se spécialisent aussi : médecins privés et publics, chirurgiens, urologues, gynécologues, pharmacologues, diététiciens, orthopédistes, oculistes... Cet émiettement favorise une diversité d'approches,, celle du courant des anatomistes (Hérophiléens et Érasitratéens) est considérée par les contemporains comme une « secte logique » ou une « secte dogmatique » qui suscite en retour des opposants ou d'autres sectes.

### Secte empirique
La secte empirique est la plus importante et la plus durable de l'École médicale d'Alexandrie. Elle est fondée vers 260 av. J.C par Philinos de Cos, disciple dissident d'Hérophile, quoique ce courant s'est réclamé par la suite d'une autorité plus ancienne, celle d'Acron d'Agrigente contemporain d'Empédocle (milieu du Ve siècle av. J.-C.).
Plus ou moins influencés par la philosophie sceptique, les empiriques ne croient pas que la médecine soit une véritable science. Les empiriques rejettent notamment toutes les recherches et spéculations sur les causes des maladies, comme inutiles et trop complexes. Ils vont même au-delà du scepticisme en affirmant que ce qui est caché aux sens est inconnaissable,.

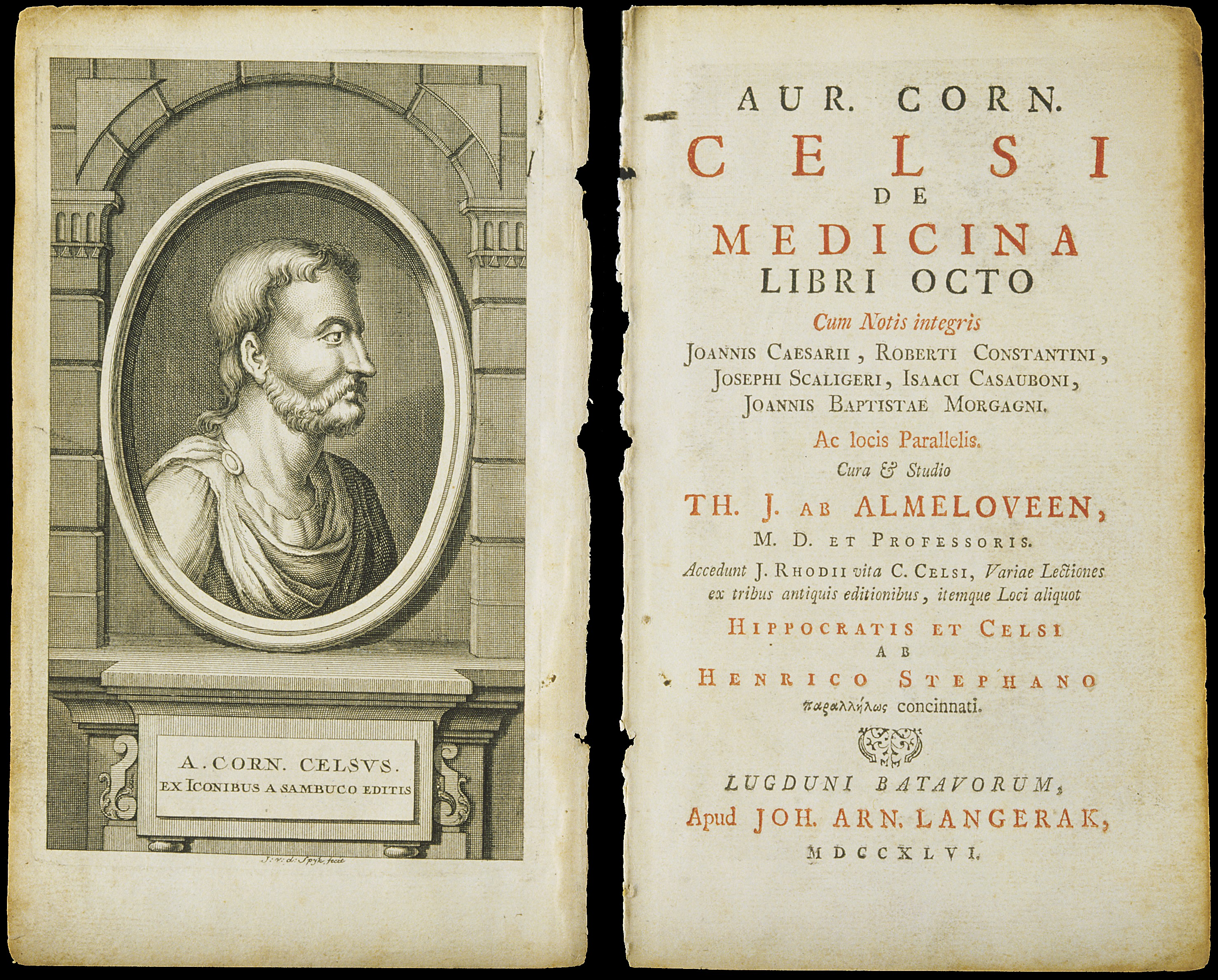
Le De medicina de Celse, édition de Leyde de 1746. L'ouvrage débute par une présentation des sectes médicales.

La maladie est tout entière dans ses symptômes, et l'accent est mis sur la pratique thérapeutique et ses résultats. Les explications et les discours sur les causes ne sont que des opinions superflues et contradictoires.
Au début du Ier siècle, dans son De medicina, Celse leur attribue cette opinion « Ce qui importe, ce n'est pas ce qui produit la maladie, mais ce qui la supprime ».
Le savoir médical réel s'obtient de façon fortuite, avec le temps et l'expérience : c'est la pratique quotidienne qui permet au médecin de se perfectionner, comme pour un charpentier ou un cordonnier. Les empiriques s'attachent à noter les informations sur l'efficacité des drogues par essais et tâtonnements, en appliquant « ce qui marche » dans des cas similaires.
Ils ne nient pas les découvertes anatomiques, mais s'interrogent sur leur pertinence : l'observation des patients vivants est préférable à celle des corps morts. Sérapion d'Alexandrie et son disciple Glaucias formulent ainsi une conception de l'expérience médicale en trois principes ou « trépied empirique » :
1. Autopsia, l'observation personnelle précise ou autopsie au sens littéral (le fait de voir par soi-même) ;
2. Historia, l'expérience collective accumulée, ce que d'autres ont dit ou écrit à propos d'observations répétées ;
3. Le passage du même au même, raisonnement par analogie, similitude des situations pour utiliser une même thérapeutique.

### Autres sectes
Un processus d'hellénisation de la culture italienne commence avec la conquête romaine de la Grèce (IIe siècle av. J.-C.), en phase avec un processus d'urbanisation (croissance démographique de la ville de Rome). Un même univers médico-culturel se met en place : la médecine gréco-romaine d'abord religieuse (culte d'Asclépios - Esculape) puis savante,.

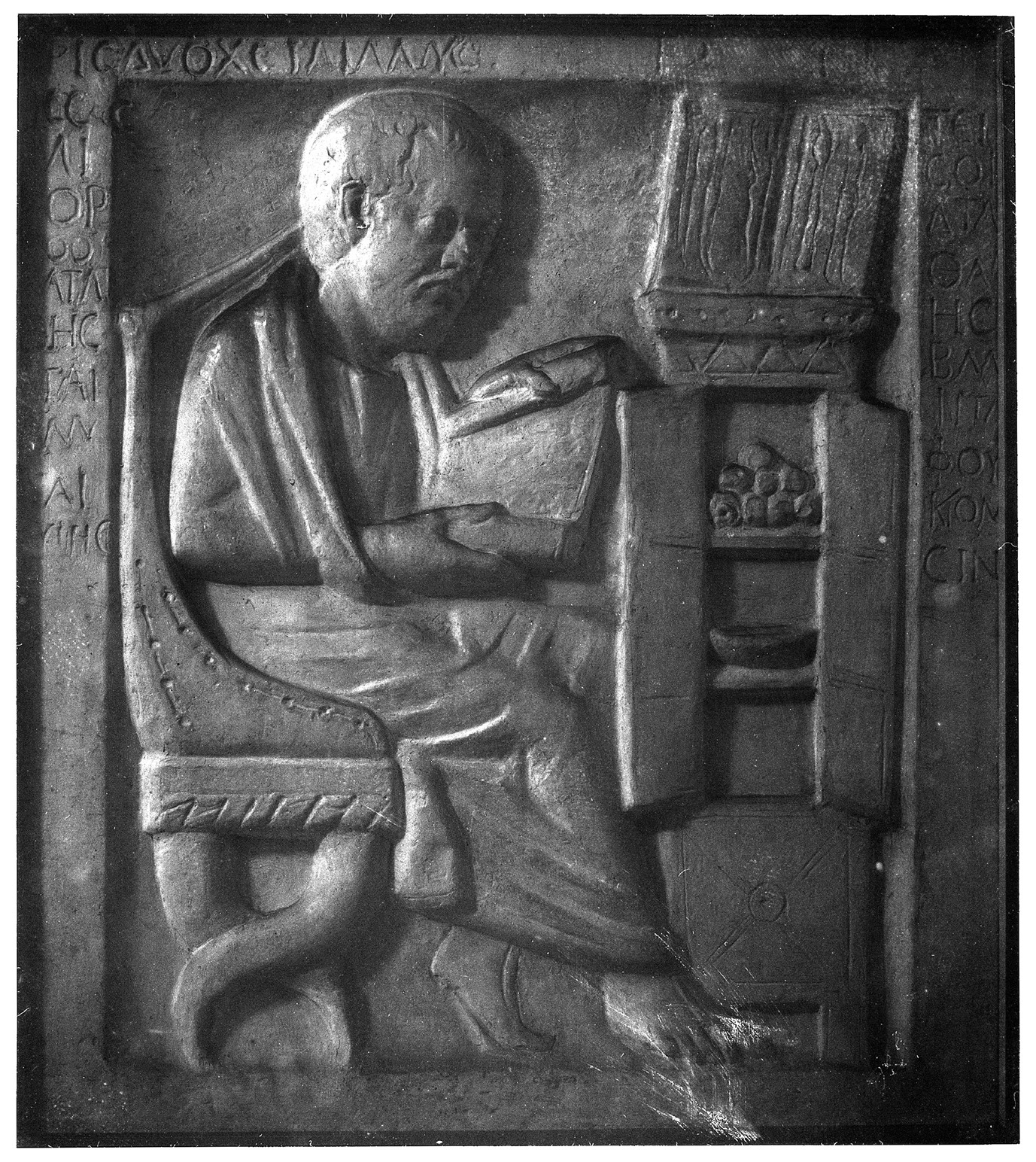
Médecin gréco-romain dans son étude.

À partir de cette époque, Alexandrie produit moins de maîtres de renom qui restent à demeure, mais elle garde longtemps une réputation prestigieuse de centre d'études et d'enseignement. Avant même la conquête romaine de l'Égypte (30 av. J.C), la plupart des grands médecins instruits à Alexandrie, se dispersent dans d'autres grandes cités, et notamment à Rome pour les plus ambitieux.
Le système des sectes de la médecine hellénistique est exportée à Rome, où une nouvelle doctrine apparait, celle d'Asclépiade de Bithynie, l'un des premiers, sinon le plus influent, à introduire la médecine grecque dans le monde romain. Son disciple Thémison de Laodicée (Ier siècle av. J.-C.) fonde la secte méthodique, la plus importante dans le monde romain, et très critiquée par Galien,.
D'autres sectes sont la secte pneumatique, dérivée de la secte logique, et bâtie sur le pneuma ou spiritus, principe invisible de vie et de santé, mais qui se manifeste par le pouls ; la secte éclectique... Gourevitch distingue une secte anonyme car non mentionnée par Galien, mais qui correspond à un renouveau de l'École médicale d'Alexandrie au IIe siècle ap. J.C.

## Phase tardive: Galien et après

### Galien et Alexandrie
Au IIe siècle ap. J.C., Galien termine son éducation médicale à Alexandrie, où il passe 4 à 6 ans auprès de professeurs décrits comme des hippocratiques professant un intérêt pour l'anatomie. Selon Nutton « Galien sait se montrer très éloquent sur les croyances de ses adversaires, mais l'est beaucoup moins quand il s'agit de dire ce qu'il s'est approprié de ceux avec qui il était d'accord ».
Selon Gourevitch ce courant alexandrin « a été soigneusement effacé de l'histoire par Galien, lequel en a astucieusement masqué la cohérence pour n'en montrer que des bribes sans lien apparent ». Les principaux maîtres de ce courant sur trois ou quatre générations furent Marinus, Quintus, Numisianus et son fils Héracleianos, les deux derniers étant des maîtres directs de Galien.
Des années plus tard, Galien donnera à ses disciples le conseil d'observer directement les os humains de ses propres yeux : « La chose est très facile à Alexandrie, si bien que les médecins de l'endroit peuvent inclure l'observation directe dans l'enseignement des os qu'ils donnent à leurs élèves. S'il y en avait d'autres, cette raison suffirait, à elle seule, pour que tu tâches d'aller à Alexandrie (Sur la pratique de l'Anatomie, I, 2). »
Cet enseignement alexandrin exerce une influence décisive sur Galien, et sur la formation d'un système médical dont les options doctrinales sont parfaitement cohérentes, et qui portera le nom de galénisme.
Le galénisme termine la querelle des sectes en tant que polémique vivante. Cependant l'histoire et la présentation des sectes médicales alexandrines et romaines reste un objet d'étude, une sorte de propédeutique ou préalable essentiel aux études médicales « galéniques » en Occident et en Orient. Le galénisme, en tant que système théorique et pratique, y restera le seul dominant pendant plus d'un millénaire.

### Fins de l'école médicale d'Alexandrie
La fin exacte de cette école médicale, selon la définition qu'on en donne, est aussi discutée que la destruction de la Bibliothèque d'Alexandrie.
Dans un sens classique restreint, si on la limite à son « âge d'or anatomique », elle se termine avant la fin du IIIe siècle av. J.-C. Dans un sens classique plus élargi, elle dure jusqu'à la fin de la période hellénistique et se termine avec la conquête romaine de l'Égypte (-30).
Si l'on se réfère aux derniers disciples directs de sa grande période d'origine, les Éristratéens sont toujours présents au IIe siècle après J.C, tel l'anatomiste Martianus ou Martialis jugé sévèrement par Galien. Le galénisme pourrait marquer la fin de cette école (au moins comme centre d'influence par rapport à Rome), mais selon les historiens modernes Galien aurait « accaparé » un savoir alexandrin toujours vivant de son époque,.

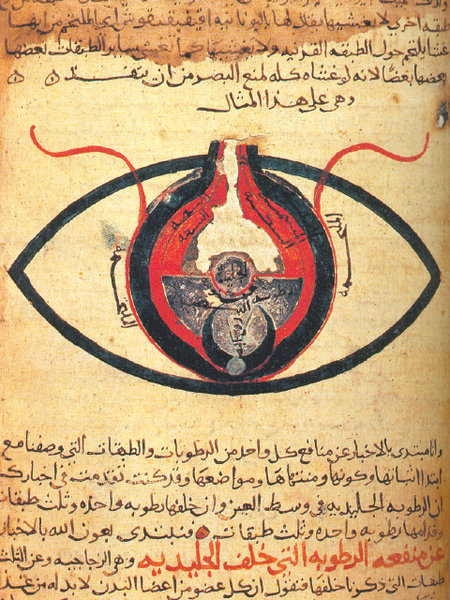
Anatomie de l'œil selon Hunayn ibn Ishaq, manuscrit daté autour de 1200 (Bibliothèque nationale du Caire).

Si l'on considère l'école médicale d'Alexandrie comme centre géographique, son influence persiste au delà de Galien. Elle est décisive sur deux traditions médicales principales : la byzantine et la syriaco-arabe.
Au début du IIIe siècle, le théologien chrétien Tertullien condamne les pratiques de dissection et vivisection, mais à partir du IVe siècle, la plupart des médecins de talent se convertissent au christianisme. Cette période se caractérise par une nette séparation entre théorie et pratique, déjà inscrite dans l'œuvre de Galien. C'est l'école d'Alexandrie qui ordonne et abrège les écrits de Galien dans un canon de 16 écrits, à lire dans une séquence déterminée. La médecine byzantine d'Alexandrie est ainsi partagée entre une théorie médicale inspirée par le néoplatonisme, représentée par exemple par Jean Philopon (vers 490-568) et une pratique chirurgicale dont la figure dominante est Paul d'Égine (vers 625-690).
Après la conquête musulmane du VIIe siècle, l'école d'Alexandrie comme centre culturel est destinée à succomber au profit de Bagdad, mais jusqu'au IXe siècle des médecins arabes se rendent à Alexandrie pour leur formation. Le plus connu est l'arabe chrétien Hunayn ibn Ishaq (808-873) qui décrit les modalités de l'enseignement de l'école d'Alexandrie. Maitre et étudiants se réunissaient chaque jour pour une lecture en commun d'un texte de Galien, chaque étudiant lisant ensuite pour son propre compte d'autres textes à sa discrétion.
Les médecins byzantins et de l'Islam médiéval possèdent un fond commun dû en partie à la provenance de l'école d'Alexandrie et en partie à un contexte social analogue. Médecins chrétiens et musulmans forment une seule secte : ils sont tous adeptes de Galien.
Selon Strohmaier, après la campagne d'Egypte de 1798, Méhémet Ali (mort en 1849) fait appel à des médecins européens pour moderniser les services sanitaires de son pays, et dans un deuxième temps : « De jeunes égyptiens doués furent envoyés en Europe pour accomplir des études médicales. Ainsi s'achevait une époque de l'histoire de la médecine commencée plus de deux mille ans auparavant en Égypte, dans la fameuse école d'Alexandrie. »

## Principaux membres
On dénombre des "spécialistes", comme des gynécologues ou des dentistes.
Déjà Andréas de Caryste, médecin personnel du roi lagide Ptolémée, possédait tout l'équipement médical : boîte de soins (narthex en grec) contenant instruments en métal et compartiment où étaient stockés des pilules médicinales composées d'un mélange de matières minérales et/ou organiques tirées de plantes médicinales.
- Philinos de Cos, IIIe siècle av. J.-C., le fait qu'il vienne de Cos (haut lieu hippocratique) marque la primauté d'Alexandre comme le plus grand centre médical[41].
- Callimaque de Bithynie : en activité à Alexandrie durant la seconde moitié du IIIe siècle av. J.-C.[42]
- Agnodice d'Athènes : médecin femme qui suivit les leçons d'Hérophile, tellement appréciée qu'on autorisa par une loi d'autres femmes à exercer la médecine.
- Andréas de Caryste : un des premiers disciple d'Hérophile, médecin de la fin du IIIe siècle av. J.-C., et familier de Ptolémée IV Philopatôr. Il trouva la mort lors de la bataille de Raphia (-217.
- Démétrios d'Apamée (de Bithynie) : en activité à Alexandrie entre la fin du IIIe et le début du Ier siècle av. J.-C. (pathologie de l’appareil sexuel)
- Bacchios de Tanagra, médecin autour du IIe siècle av. J.-C.?, auteur de commentaires sur Hippocrate de Cos.
- Mantias, médecin à Alexandrie, autour du IIe / Ier siècle av. J.-C.?
- Zeuxis Philalèthe actif à Lycos vers le Ier siècle av. J.-C. Maitre d'Alexandre Philalèthe.
- Chrysermos, maître du suivant.
- Héraclide d'Érythrées, actif vers le Seconde moitié du Ier siècle av. J.-C.[43]
- Alexandre Philalète en activité à Lycos vers -50 – circa 25 : maitre de Démosthène Philalèthe.
- Apollonios Mys, chirurgien à  Alexandrie au Ier siècle
- Démosthène Philalèthe, dont l’œuvre resta le fondement des connaissances ophtalmologiques pendant toute l'époque antique.
- Aelius Promotus, médecin du Ier siècle av. ou ap. J.-C., auteur d'un livre sur les venins et poisons.

| médecins               | période d'activité                           | axe de recherches et compétences          | titre des traités                                  | occurrences des témoignages antiques |
| ---------------------- | -------------------------------------------- | ----------------------------------------- | -------------------------------------------------- | ------------------------------------ |
| Callimaque de Bithynie | 250/200 av. J.-C. Alexandrie                 | médecine clinique, thérapeutique          | Sur les couronnes qui donnent mal à la tête        | Rufus d'Ephèse, papyrus laur. 73,1   |
| Démetrios d'Apamée     | 200/100 av. J.-C. Alexandrie                 | gynécologie, thérapeutique et pathologies | Sur les Maladies, Sur les symptômes                | Soranos d'Ephèse, Célius Aurelien    |
| Héraclide d'Érythrée   | 70 av. J.-C./30 apr. J.-C.                   | exégèse médicales, sur les pouls          | sur l'école d'Hérophile, commentaires d'Hippocrate | Strabon, Galien                      |
| Zeuxis Philalèthe      | 85/10 av. J.-C. Laodicée du Lycos            | thérapeutique ?                           | ouvrages ?                                         | Strabon, Monnaies de Laodicée        |
| Alexandre Philalèthe   | 50 av. J.-C./50 apr. J.-C. Laodicée du Lycos | pharmacologie, gynécologie                | médecine des femmes                                | Soranos, papyrus P.Lit Lond.165      |
| Démosthène Philalète   | 30/100 apr. J.-C. Laodicée du Lycos          | médecine, ophtalmologie                   | traité sur les yeux                                | Galien, Oribase                      |